# Jantiganggong
Jantiganggong is een bestuurslaag in het regentschap Jombang van de provincie Oost-Java, Indonesië. Jantiganggong telt 2124 inwoners (volkstelling 2010).